# جورج ليتل (سياسي)
جورج ليتل هو سياسي كندي، ولد في 1937. حزبياً، نشط في الحزب الديمقراطي في نيو برونزويك ‏.